# Tokiharu Abe
Tokiharu Abe (Japans: 阿部宗明, Abe Tokiharu) (Tokio, 3 april 1911 - aldaar, 9 augustus 1996) was een Japans ichtyoloog. 
Hij werkte voor het Universiteitsmuseum van de Universiteit van Tokio. Abe werd bekend door zijn taxonomische studies over de kogelvis (Tetraodontidae, Teleostei) uit Oost-Azië, met name het geslacht Takifugu dat hij voor het eerst beschreef in 1949. Verder beschreef hij soorten, zoals Centroscyllium kamoharai en Fugu obscurus. Soorten zoals Sagamichthys abei, Tetraodon abei en Chaunax abei werden naar hem vernoemd. Abe was een buitenlands erelid van de American Society of Ichthyologists and Herpetologists.
- CiNii: DA0329435X
- International Standard Name Identifier: 0000 0000 8234 347X
- Library of Congress Control Number: n87924295
- Bibliotheek van het Japanse parlement: 00000289
- Nederlandse Thesaurus van Auteursnamen: 068118139
- Virtual International Authority File: 53222481
- WorldCat: E39PBJjCPh93c9rkWrpxYQW4bd